# Rio Itapocuzinho
Rio Itapocuzinho är ett vattendrag i Brasilien.   Det ligger i delstaten Santa Catarina, i den södra delen av landet, 1 200 km söder om huvudstaden Brasília.
I omgivningarna runt Rio Itapocuzinho växer i huvudsak städsegrön lövskog. Runt Rio Itapocuzinho är det ganska glesbefolkat, med 43 invånare per kvadratkilometer.